# 8e cérémonie des Rubans d'argent
La 8e cérémonie des Rubans d'argent, organisée par le syndicat national des journalistes cinématographiques italiens, s'est déroulée en 1953.

## Palmarès
- Les Coupables de Luigi Zampa, pour l'ensemble des éléments qui ont contribué à l'évocation fiable d'une époque et d'une société
- Claudio Gora pour La Fièvre de vivre, une courageuse enquête sur l'environnement et les coutumes
- Ingrid Bergman - Europe 51
- Gino Cervi pour son travail
- Renato Rascel pour sa collaboration avec Alberto Lattuada, en interprétant le personnage principal de Le Manteau
- Gabriele Ferzetti - La Marchande d'amour
- Enzo Serafin pour l'ensemble de son œuvre
- Maria De Matteis pour les costumes de Le Carrosse d'or
- Valentino Bucchi, Ruban d'argent de la meilleure musique de film pour La Fièvre de vivre
- Charlie Chaplin Les Feux de la rampe, Ruban d'argent du réalisateur du meilleur film étranger